# Elsenz (rzeka)
Elsenz – dopływ Neckaru o długości 53,4 km i powierzchni dorzecza 543,1 km². Źródła rzeki znajdują się na wysokości 237 m n.p.m. na terenie wsi o tej samej nazwie znajdującej się granicach gminy Eppingen w środkowej części wyżyny Kraichgau. Nad Elsenz leżą m.in. miasta Eppingen, Sinsheim i Neckargemünd. W leżącej nad rzeką wsi Mauer odkryto szczątki człowieka heidelberskiego sprzed ponad 600 tysięcy lat. Końcowy fragment rzeki od Bammentalu do Neckargemünd przecina południowy skraj Odenwaldu (tzw. Mały Odenwald). Wzdłuż doliny Elsenz prowadzi wybudowana w 1868 roku linia kolejowa Elsenztalbahn.

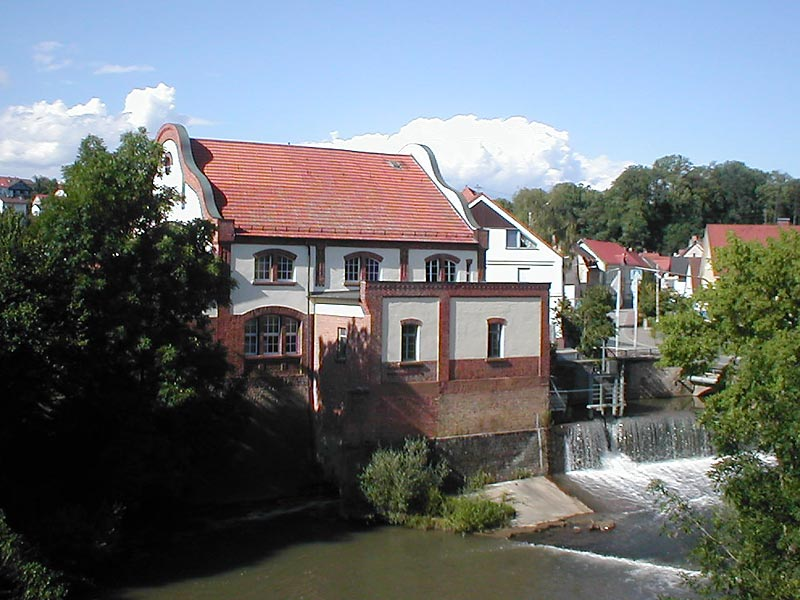
Elektrownia wodna na Elsenz w Meckesheim